# Albertus Magnus

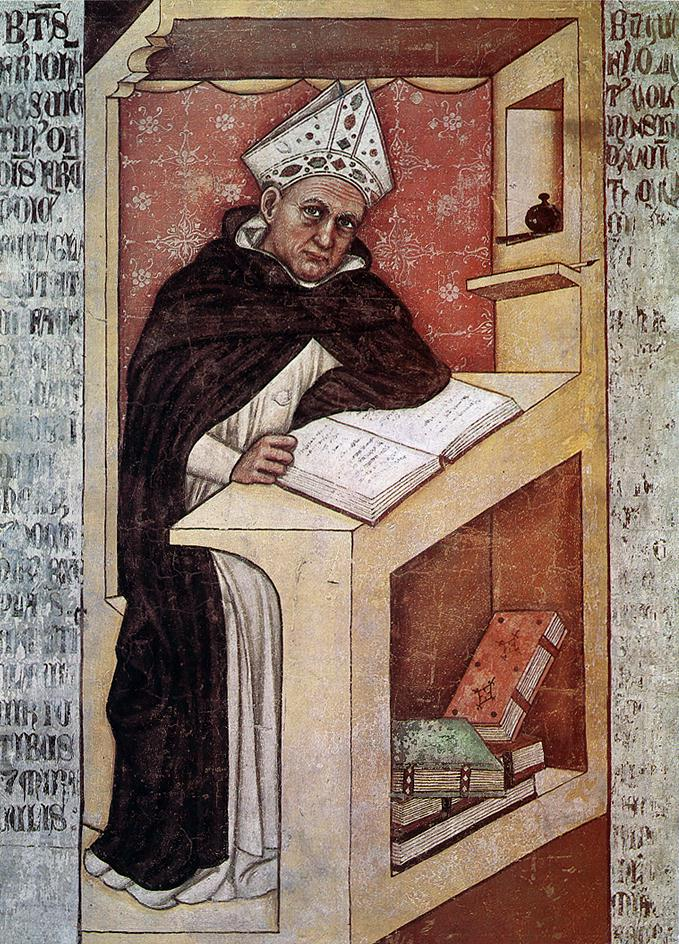
Albertus Magnus, Fresko (1352) in Treviso (Italien)

Albertus Magnus oder Albert von Lauingen, Albert von Köln, Doctor Universalis (auch Albertus Theutonicus, Albertus Coloniensis; Albert der Große, Albert der Deutsche; gelegentlich auch fälschlich Albert Graf von Bollstädt und Albertus Magnus von Bollstädt genannt; * um 1200 in oder bei Lauingen an der Donau; † 15. November 1280 in Köln) war ein deutscher Gelehrter und Bischof, der als theologisch-philosophischer Schriftsteller wegbereitend für den christlichen Aristotelismus des hohen Mittelalters war. Er lehrte in Köln und Paris. Im Jahr 1622 wurde er selig- und am 16. Dezember 1931 von Papst Pius XI. heiliggesprochen und zum Kirchenlehrer erklärt.

## Leben

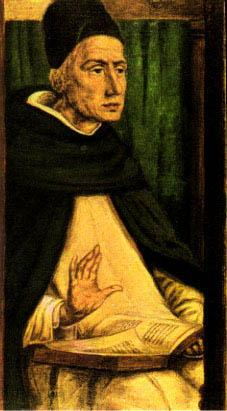
Tafelgemälde von Joos van Wassenhove, auch Justus van Gent, um 1475 in Urbino

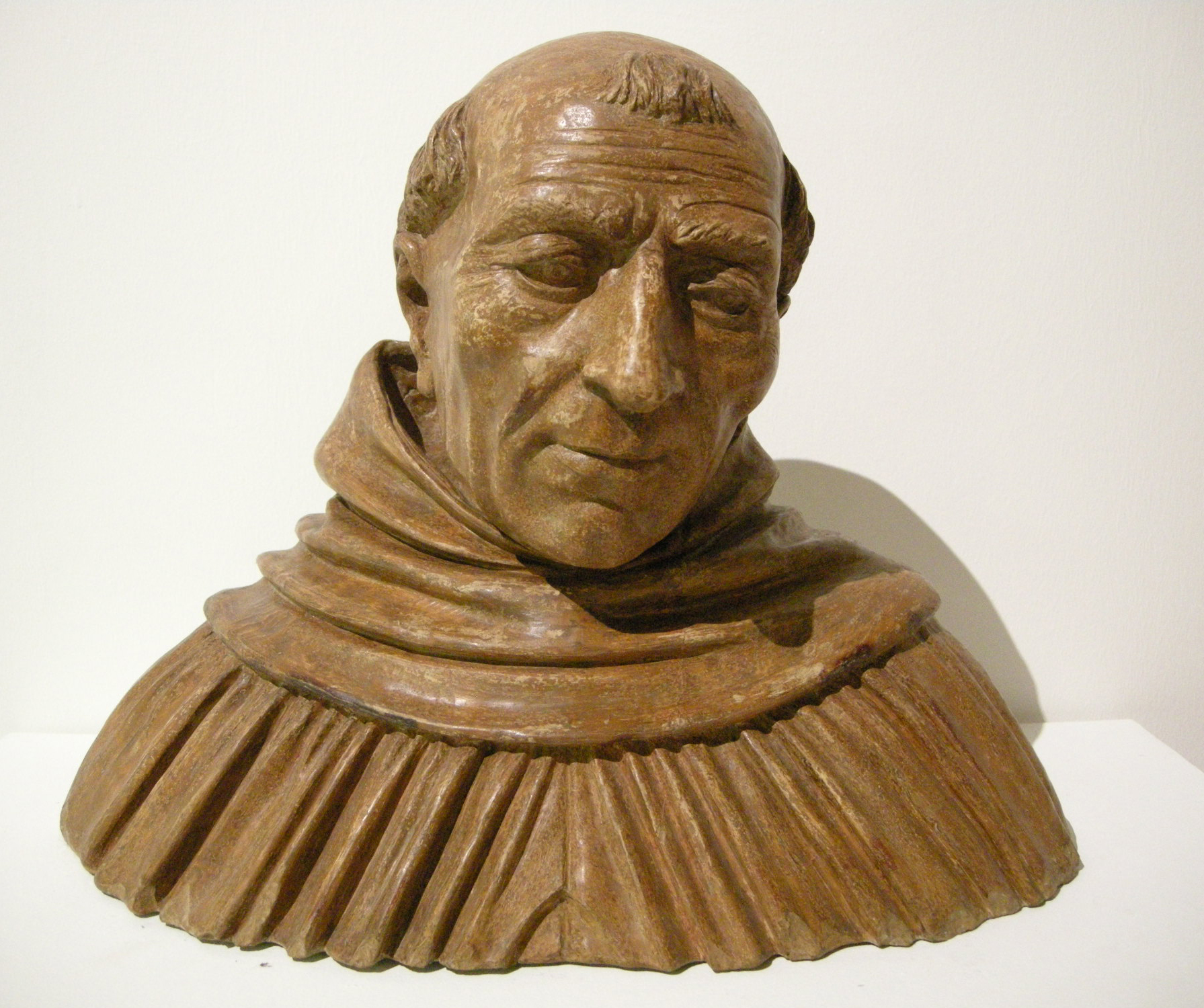
Büste von Albertus Magnus, von Vincenzo Onofri, circa 1493

Alberts Vater, Markward von Lauingen, kam möglicherweise aus ritterbürtigem Geschlecht (ex militaribus) bzw. aus der Schicht des niederen staufischen Dienstadels der Ministerialen und übte in oder um Lauingen Herrschaftsaufgaben aus. Albert selbst verbrachte dort vermutlich auch seine ersten Jugendjahre.

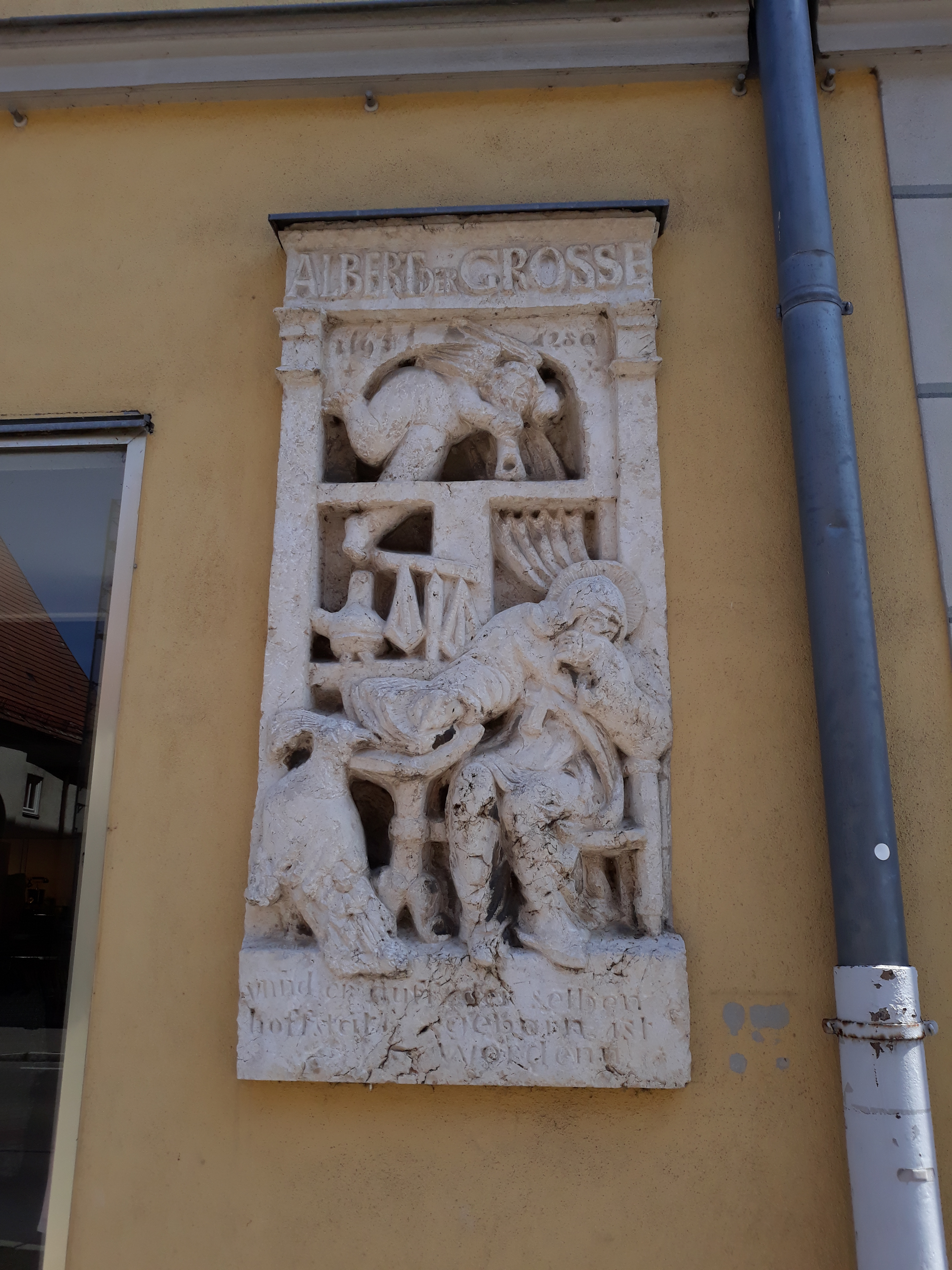
Gedenktafel für das vermutliche Geburtshaus in Lauingen

Alberts Geburtsjahr ist unbekannt. Manche Forscher (z. B. Franz Pelster, H. C. Scheeben, Hugo Stehkämper) nehmen 1193 an und beziehen sich dabei auf die Angabe des Luis de Valladolid (Paris, 1414), dass Albert im Jahre 1280 starb, „nachdem er ungefähr 87 Lebensjahre vollendet hatte“. Andere (z. B. Mandonnet, Glorieux, Fernand Van Steenberghen) gehen von 1206/07 aus, wobei sie sich auf die Chronik des Heinrich von Herford (um 1355) stützen, wonach Albert „ein Junge von sechzehn Jahren“ war, als er um 1223 in den Orden eintrat. Da beide Angaben einander widersprechen, kann man nach J. A. Weisheipl nicht mehr sagen, als dass Albert um das Jahr 1200 oder etwas früher geboren wurde. Auch Meinolf Lohrum hat sich überzeugend für die Geburtsangabe „um 1200“ ausgesprochen.
Erste gesicherte Informationen über Alberts Aufenthalt stammen aus dem Jahr 1222. Damals lebte er bei einem Onkel in Venedig und Padua. Ab dem folgenden Jahr studierte er die Freien Künste und vielleicht auch Medizin in Padua. Bereits in dieser Zeit kam er in Kontakt mit den Schriften des Aristoteles und persönlich mit Jordan von Sachsen, dem Nachfolger des Dominikus als Ordensgeneral des Dominikanerordens. Noch 1223 trat Albertus in diesen Orden ein. Sein Noviziat absolvierte er in Köln im Kloster in der Stolkgasse, wo er auch das Studium der Theologie aufnahm und zum Priester geweiht wurde. Anschließend studierte und lehrte Albertus an verschiedenen dominikanischen Klosterschulen, darunter Hildesheim, Freiburg im Breisgau, Regensburg und Straßburg. Albertus Magnus hatte von 1236 bis 1238 das Amt des Lesemeisters im Predigerkloster in Freiburg inne. In dieser Zeit verfasste er seine ersten Schriften, unter anderen das Marienlob. Als Jordan von Sachsen 1237 starb, wurde Albertus im Folgejahr auf dem Ordenskapitel der Dominikaner in Bologna von den deutschen Versammlungsteilnehmern als neuer Ordensgeneral vorgeschlagen, aber nicht gewählt.

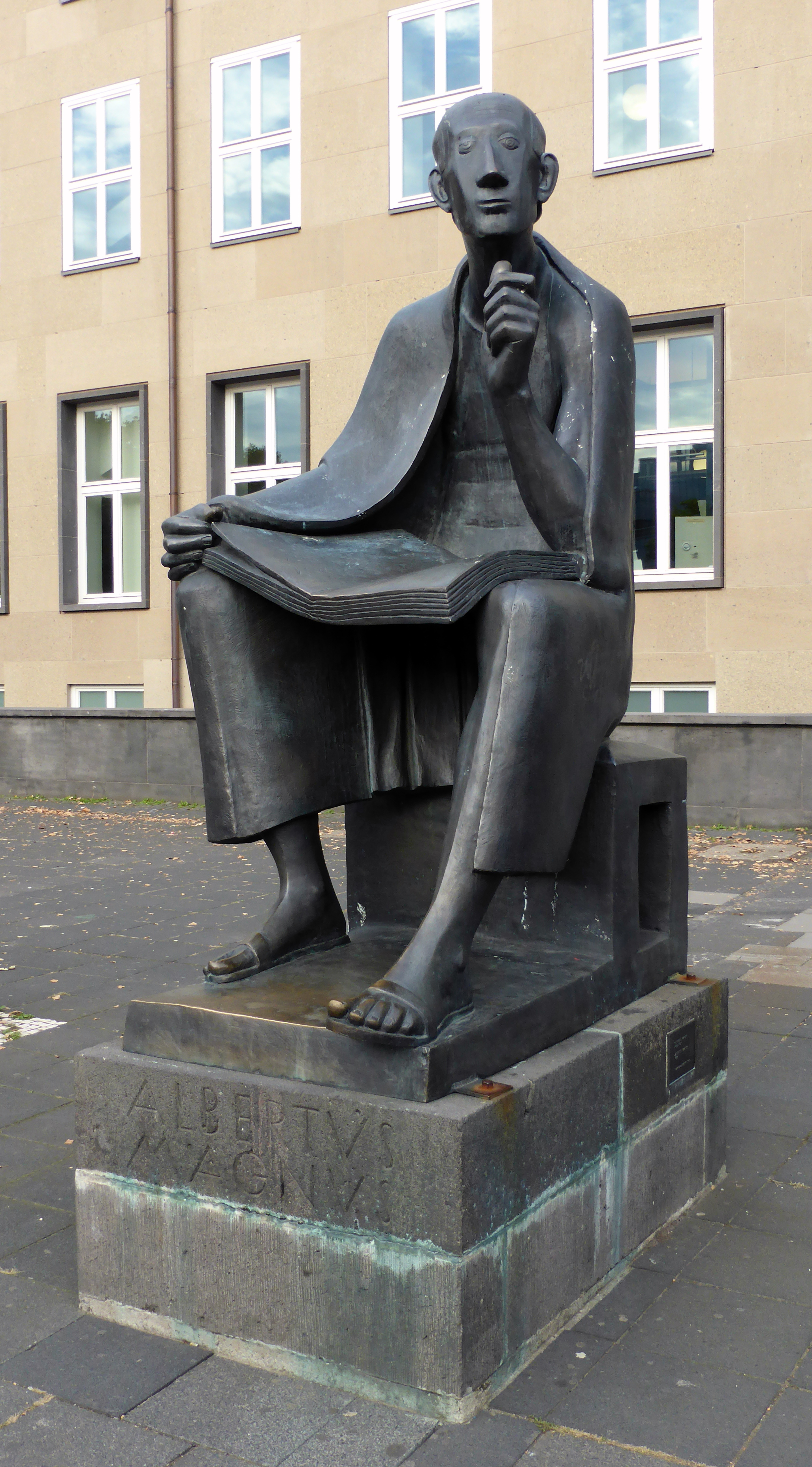
Albertus-Magnus-Denkmal vor dem Hauptgebäude der Universität zu Köln (von Gerhard Marcks 1956)

Im Jahre 1243 ging Albertus für fünf Jahre an die Universität Sorbonne nach Paris. Er erwarb dort 1245 den Titel eines Magisters der Theologie, lehrte drei Jahre lang und befasste sich dabei intensiv mit Aristoteles und der jüdisch-arabischen Philosophie. Der Italiener Thomas von Aquin schloss sich ihm in dieser Zeit als Schüler an. Als Angehöriger einer Kommission von vierzig Sachverständigen setzte Albert 1248 in Paris seine Unterschrift unter ein Dokument, das den Talmud und andere jüdische Texte verurteilte und deren Verbrennung anordnete. Während seiner Pariser Zeit lebte Albertus im Konvent Saint-Jacques. 1248 kam er erneut nach Köln, um dort das gerade ins Leben gerufene Studium Generale seines Ordens zu leiten. Unter ihm entwickelte die Kölner Klosterschule einen hervorragenden Ruf und zog Studenten aus ganz Europa an. In Nachfolge dieser Institution wurde 1388 von der Stadt Köln die Universität zu Köln gegründet. Wahrscheinlich war er am 15. August 1248 Zeuge der Grundsteinlegung des Kölner Doms. Albert spielte in seiner Kölner Zeit auch eine herausragende Rolle in den Auseinandersetzungen zwischen Stadt und Erzbischof. Im Kleinen Schied am 17. April 1252 und im Großen Schied am 28. Juni 1258 gutachtete er zu Gunsten der Bürgerschaft, deren Rechte Erzbischof Konrad von Hochstaden auf sein Anraten hin anerkannte.
Im Jahre 1254 wurde Albert in Worms zum Provinzial der deutschsprachigen Dominikaner-Ordensprovinz Teutonia gewählt, worauf er sein Lehramt in Köln abgab. In den folgenden Jahren zog er – fast immer zu Fuß – durch die deutschen Lande, um die insgesamt 40 Niederlassungen des Ordens zu visitieren und die Klosterzucht zu erhalten. 1257 endete Alberts Provinzialamt und er kehrte als Leiter der Ordensschule nach Köln zurück.

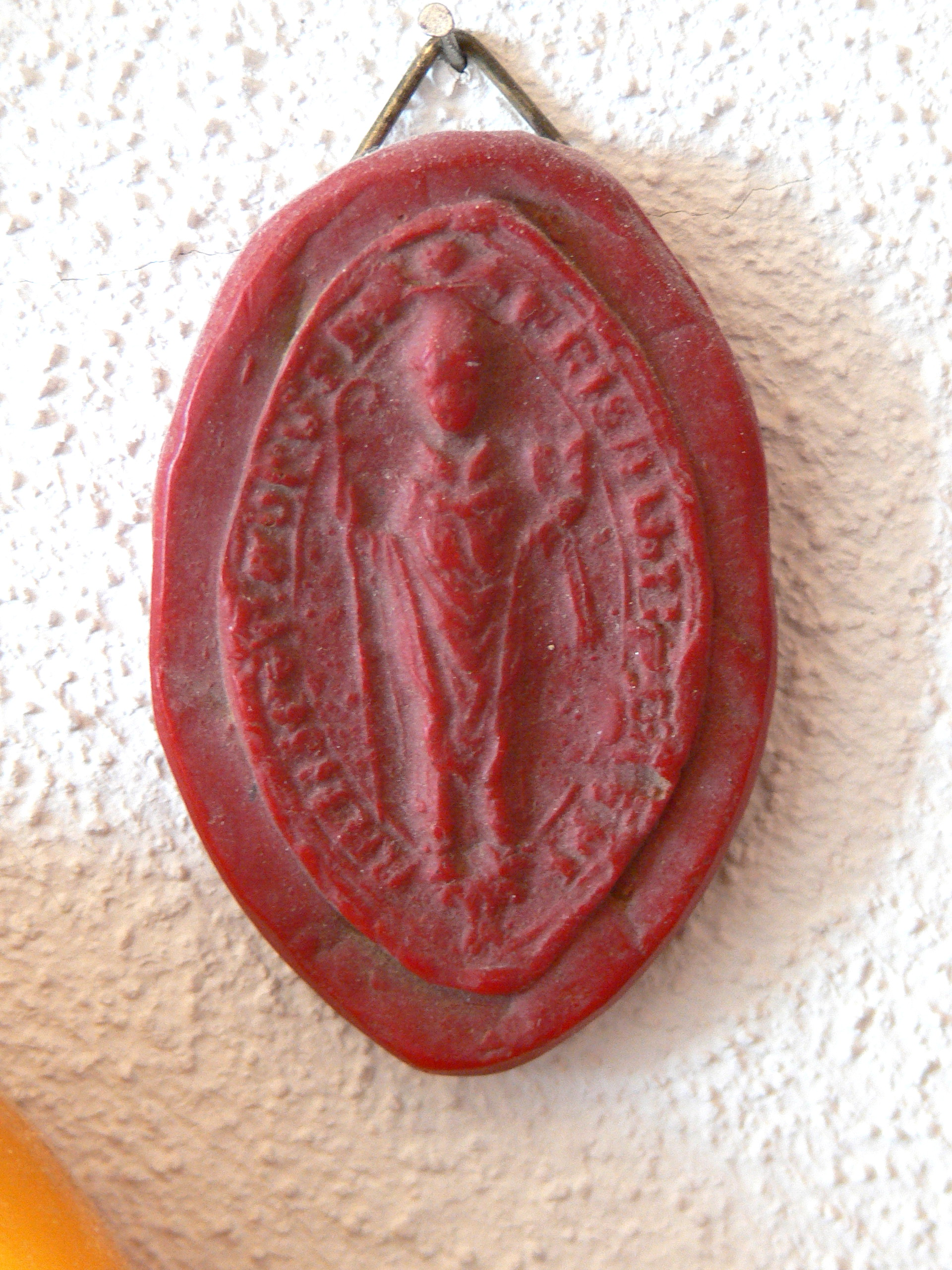
Siegel Alberts des Großen als Bischof von Regensburg

Am 5. Januar 1260 wurde Albert, nachdem der vom Kathedralkapitel gewählte Dompropst Heinrich von Lerchenfeld wegen der zerrütteten Verhältnisse verzichtet hatte, von Papst Alexander IV. zum Bischof von Regensburg und damit zum Reichsfürsten ernannt. Alexander hatte sich mit dieser Entscheidung über das eigentliche Wahlrecht hinweggesetzt, um einen Schlussstrich unter mehrere irregulär verlaufene Bischofswahlen und die Misswirtschaft der vorangegangenen Jahre im Bistum zu ziehen. Darüber hinaus war Alexander ein ausgesprochener Förderer der Bettelorden, die durch die Bischofswürde für einen aus ihren Reihen zusätzliches politisches Gewicht bekamen. Albert selbst übernahm das Amt nur ungern und sah sich zudem Kritik der Ordensleitung gegenüber, die diese Position als unvereinbar mit dem Armutsprinzip ansah. Dennoch ließ sich Albert im Juli 1260 zum Bischof weihen und nahm im September an einer Synode in Bayern teil. Mit seinem Amtsantritt übernahm er ein hochverschuldetes Hochstift. Einen beachtlichen Teil dieser Schuldenlast konnte Albert während seines Episkopats abtragen. Während seiner Zeit als Bischof entstand auch der Beiname „Bundschuh“, weil Albert auch als Bischof noch mit dem Schuhwerk einfacher Menschen unterwegs war. Im Jahre 1262 hielt sich Albert am Hof von Papst Urban IV. in Orvieto auf. Dort entpflichtete ihn der Papst im Februar 1262 von seinem Amt als Bischof von Regensburg, und Albert blieb zunächst in Orvieto. Es ist umstritten, weshalb Albert das Bischofsamt niederlegte: Möglicherweise war es ihm gelungen, die finanzielle Notlage einigermaßen zu konsolidieren und er wollte das Bischofsamt nach getaner Arbeit weitergeben. Andererseits sah Albert sich in der Wissenschaft zu Hause. Auch als zurückgetretener Bischof konnte er so eine gewisse Autorität für sich beanspruchen. Die Bischofswürde verlor Albert durch seinen Rücktritt nicht und konnte sie nutzen, sein wissenschaftliches Lebenswerk zu sichern. Zudem behielt Albert die Freiheit, frei über seine Einkünfte zu verfügen und damit kostspielige wissenschaftliche Werke anzuschaffen.
Am 13. Februar 1263 ernannte ihn Urban IV. zum Kreuzzugsprediger für die deutschsprachigen Gebiete. 1263 und 1264 propagierte Albertus gemeinsam mit Berthold von Regensburg in Deutschland und Böhmen den Zug ins Heilige Land. Nachdem Papst Urban IV. am 2. Oktober 1264 gestorben war, legte Albert sein Amt als Kreuzzugsprediger nieder.

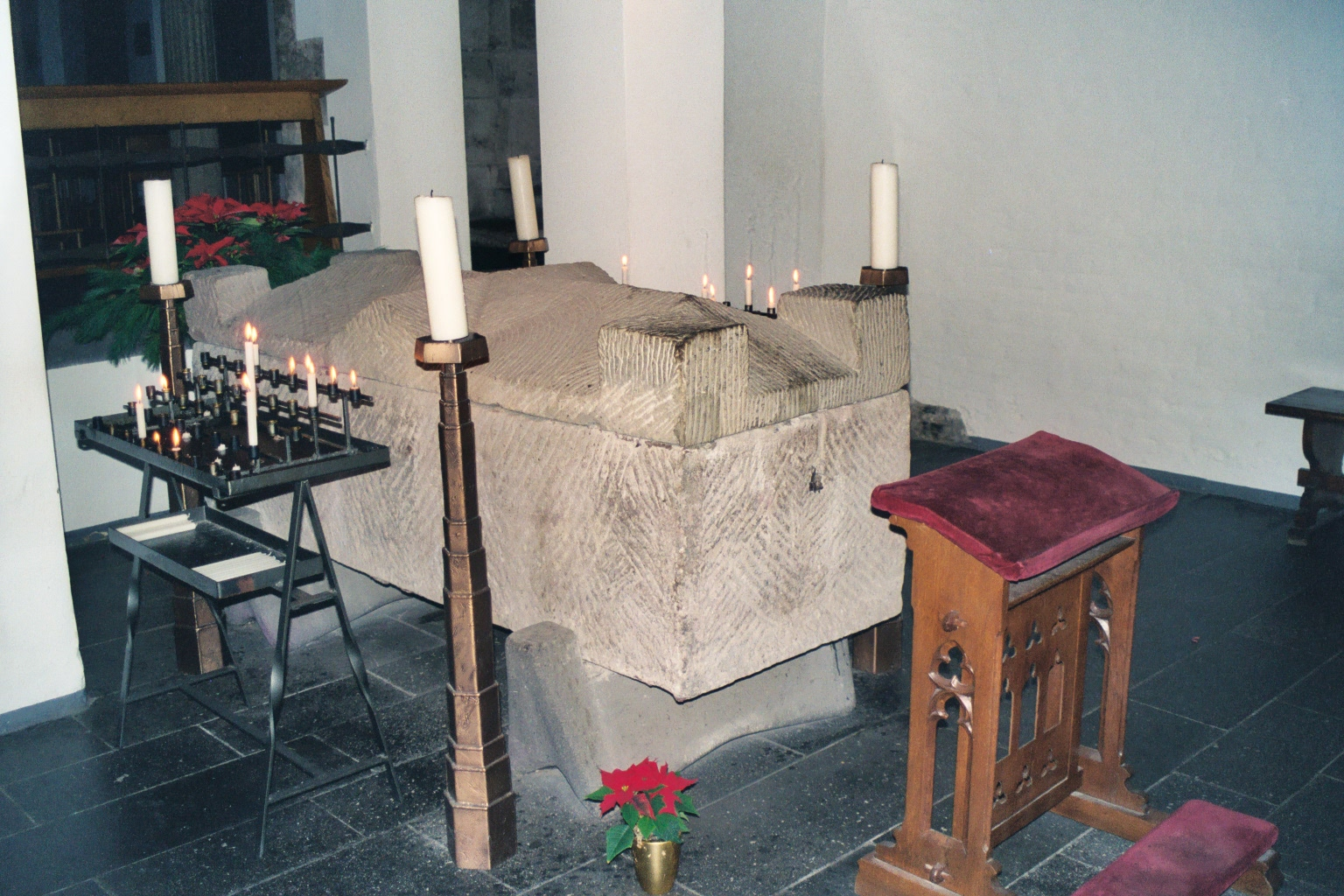
Römischer Sarkophag mit den Gebeinen von Albertus Magnus in der Krypta der Kirche St. Andreas in Köln

Ab 1264 nahm Albert die Lehrtätigkeiten in Würzburg, Straßburg und Köln wieder auf. Im Jahr 1268 weihte Albert persönlich den Altar der Dominikanerkirche der Reichsstadt Esslingen am Neckar, das heutige Münster St. Paul. Sie ist die älteste Bettelordenskirche Deutschlands. Um 1269 kehrte er endgültig zurück in das Dominikanerkloster Hl. Kreuz in Köln. Eine Berufung an die Universität Paris lehnte er aus Altersgründen ab. Jedoch trat er 1274 auf dem Zweiten Konzil von Lyon für die Anerkennung Rudolfs von Habsburg als deutscher König ein. Am 28. April 1275 weihte er den gotischen Langchor des Gladbacher Münsters.
Am 15. November 1280 starb Albertus in Köln. Seine Gebeine ruhen seit der Aufhebung des Dominikanerklosters (1804) in der Kirche von St. Andreas in Köln bzw. seit dem 15. November 1954 in der erweiterten Krypta der Kirche, die unterdessen von den Dominikanern genutzt wird.
Den größten Teil seines Nachlasses stiftete Albertus Magnus, nach seinem Testament aus dem Jahr 1279, zur Vollendung des Chores der Kirche des Dominikanerklosters zum Heiligen Kreuz.

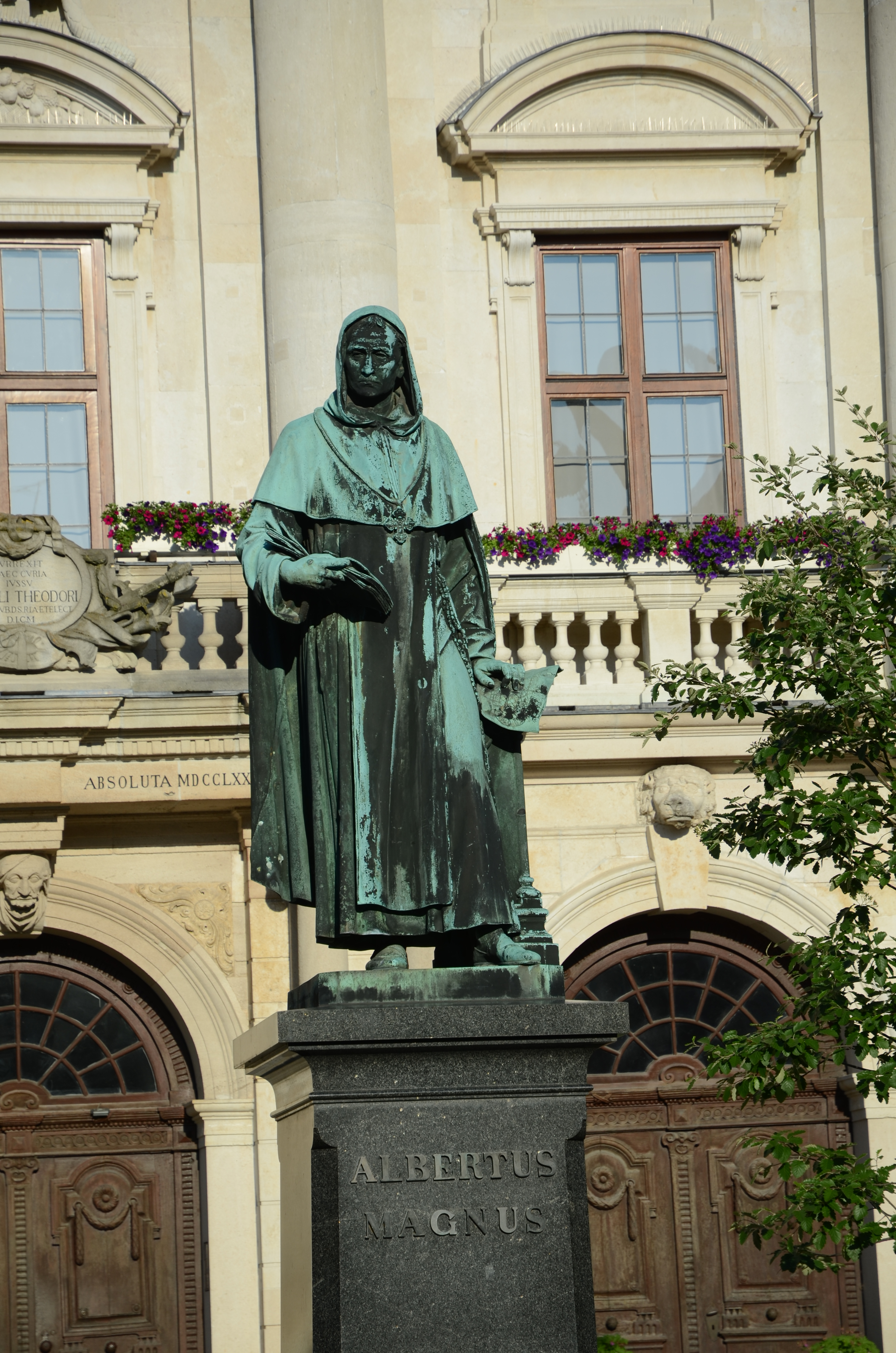
Albertus-Magnus-Denkmal vor dem Lauinger Rathaus, 1881 von Ferdinand Freiherr von Miller geschaffen

Papst Pius XII. ernannte Albertus Magnus am 16. Dezember 1941 zum Schutzpatron der Naturwissenschaftler.

## Werk

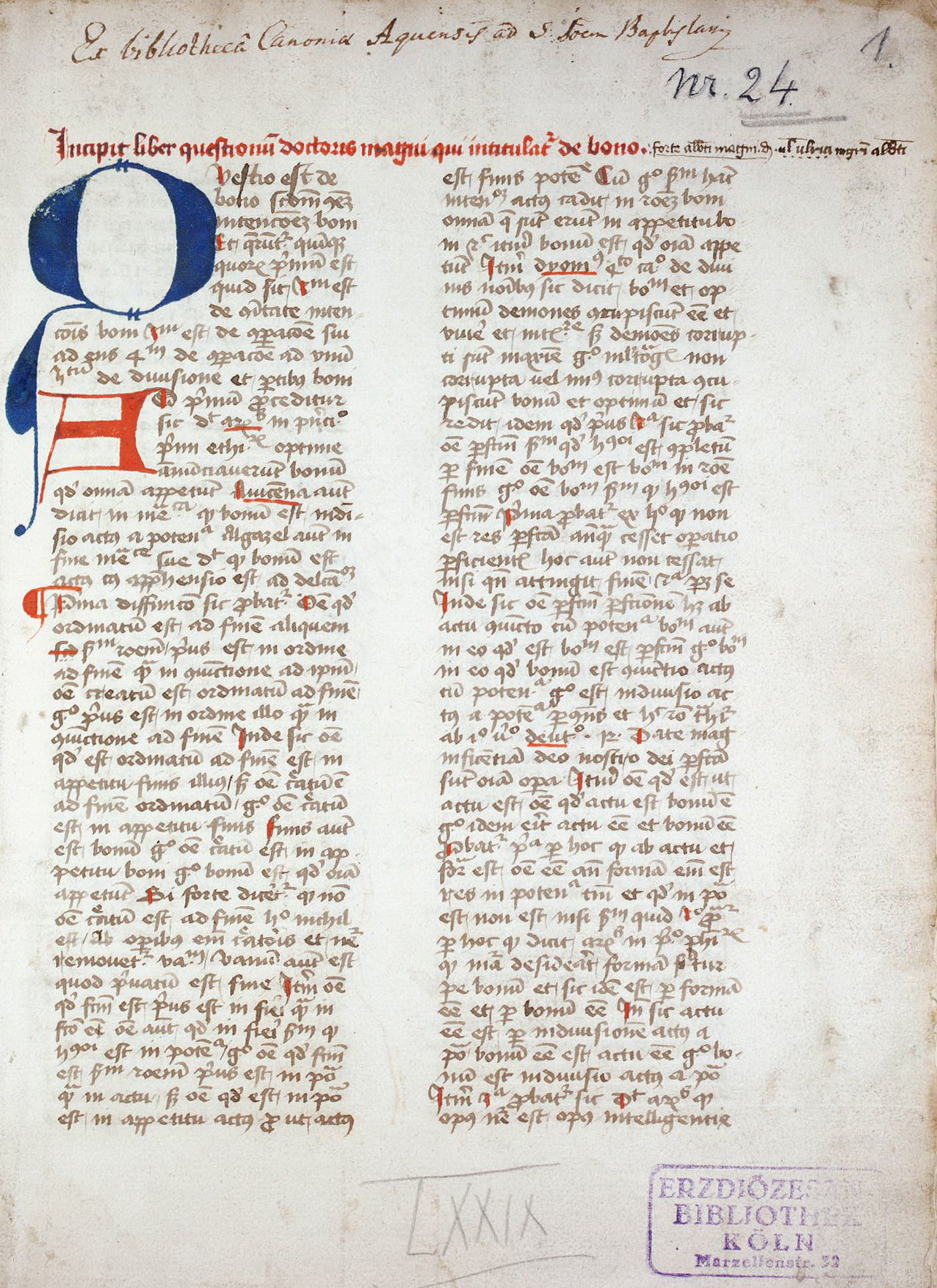
Der Anfang von Alberts Abhandlung Über das Gute in der Handschrift Köln, Dombibliothek, Codex 1024

Albertus Magnus war Universalgelehrter, zugleich Philosoph, Jurist, Naturwissenschaftler, Theologe, Dominikaner und Bischof von Regensburg.
Sein großes, vielseitiges Wissen verschaffte ihm den Namen Magnus („der Große“), den Titel Kirchenlehrer und den Ehrentitel doctor universalis. Er kannte die antike und zeitgenössische Fachliteratur und wollte das Wissen seiner Zeit vollständig erfassen und in Lehrbüchern darlegen. Die mehr als 70 Abhandlungen und Bücher ergäben heute etwa 22.000 Druckseiten. Das Albertus-Magnus-Institut arbeitet seit 1931 an einer kritischen Ausgabe seines Gesamtwerkes. Von der auf 41 Bände (mit unterschiedlicher Teilbandzahl) angelegten Editio Coloniensis lagen im Herbst 2019 33 Bände vor, was bezogen auf den Textumfang etwa der Hälfte der Ausgabe entspricht.
Albertus Magnus hat als „einziger Theologe des Mittelalters sämtliche Quellen, die der großen Theologie dieser Zeit neue Wege, neue Einsichten eröffnet haben, kommentiert“, so angeblich alle Werke des antiken Philosophen Aristoteles und des Dionysios Areopagita.
Die wichtigste Folge seiner Arbeit ist die Begründung der christlichen Aristotelik, damit der Hochscholastik und letztlich der modernen Naturwissenschaft. Er edierte, kommentierte und erweiterte die Werke des Aristoteles, die jetzt in lateinischer Übersetzung vorlagen, u. a. die Physica, Über Entstehen und Vergehen und die Meteorologica. Bis zu Alberts Wirken waren die Werke von Aristoteles in der christlichen Welt wegen ihres heidnischen Ursprungs umstritten. Albertus setzte sich auch auf kirchenpolitischer Ebene massiv für die Aufnahme der aristotelischen Werke in den Kanon christlicher Schulen ein.
Albertus Magnus hielt die Alchemie für diejenige der Künste, die der Natur am Nächsten kommt. Viele der angeblich von ihm stammenden Schriften zur Alchemie sind spätere Unterschiebungen. Sein für die Alchemie wichtigstes Werk ist De mineralibus (über Minerale). Er folgt Aristoteles in der Untersuchung formender Prinzipien in der Materie (zusammengesetzt aus den vier Elementen, die in unterschiedlicher Zusammensetzung deren Eigenschaften bestimmen) und unterscheidet oberflächliche Umwandlungen, die nur Eigenschaften wie Farbe und Gewicht ändern, von tatsächlichen Transmutationen. Nach Albertus Magnus oder Pseudo-Albertus Magnus kann der Alchemist unedle Metalle durch Säuberung in edlere Metalle umwandeln, was er mit Medikamenten in der Medizin vergleicht, die den Körper reinigen. Umwandlungen von Metallen (oberflächlicher und substanzieller Art) geschehen durch Einwirkung des Prinzips des Feuers (Wärme), astrologischen Einflüssen und der beiden metallbildenden Prinzipien Schwefel und Quecksilber, worin er der arabischen Lehre folgt. Gold herzustellen sei den Alchemisten allerdings noch nicht gelungen, ihm selbst sei in Versuchen noch nicht einmal die Herstellung wirklich feuerbeständiger Metalle gelungen. Seine Darstellung lässt Vertrautheit mit arabischer und antiker Literatur zur Alchemie erkennen. Er beschreibt detailliert chemische Verfahren wie Destillation (mit fortgeschrittenen Methoden wie Wasserbad), Sublimation, die Trennung von Gold und Silber mit Scheidewasser oder die Gewinnung von Arsenik, sowie verschiedene Chemikalien z. B. Weingeist (Alkohol, als brennbare Flüssigkeit auf starkem Wein) und Weinstein (lat. tartratus, tatratum, dt. Niederschlag), Alaun und Vitriol, also Mineralsäuren und deren Salze, verschiedene Metalle und Legierungen, Grünspan und anderes. Allerdings ist, wie erwähnt, bei einigen Schriften nicht klar, ob es nicht spätere Unterschiebungen sind. Beispielsweise wird Schwarzpulver im Werk De Mirabilibus Mundi erwähnt und folgt dort dem Rezept im Liber Ignium, die Zuschreibung an Albertus Magnus wird aber allgemein bezweifelt.
Darüber hinaus gelten einige seiner naturwissenschaftlichen Arbeiten im jeweiligen Wissenschaftssektor als bahnbrechend: So die erste ausführliche Darstellung der mitteleuropäischen Flora und Fauna, seine geografischen Beschreibungen, sowie sein anthropologisches Werk De homine. Seine Arbeiten zur Gesteinskunde stellen den ersten Versuch dar, eine vollständige Systematik für Mineralien zu entwickeln.
Im Versuch, das naturphilosophische Denken des Aristoteles mit dem christlichen Glauben zu vereinbaren, arbeitete er das gesamte Wissen seiner Zeit aus Theologie, Philosophie, Medizin und Naturwissenschaften durch, ohne es jedoch in einer Systematik geschlossen darzustellen.

„Insgesamt 477 durchnummerierte Arten von Tieren sind in seinem Sammelwerk De animalibus aufgeführt, und zwar 113 Vierfüßler, 114 fliegende, 140 schwimmende und 61 kriechende Tiere sowie 49 Würmer. Unter Berufung auf Aristoteles erklärt der Autor, auch die niedrigsten Tiere verdienen, dass man sie erforsche, müsse man doch ihre Formenvielfalt studieren, um so den Künstler zu preisen, der sie erschaffen habe, weil sich nämlich in der Kunst des Schöpfers seine Art zu schaffen offenbare.“

## Rezeption

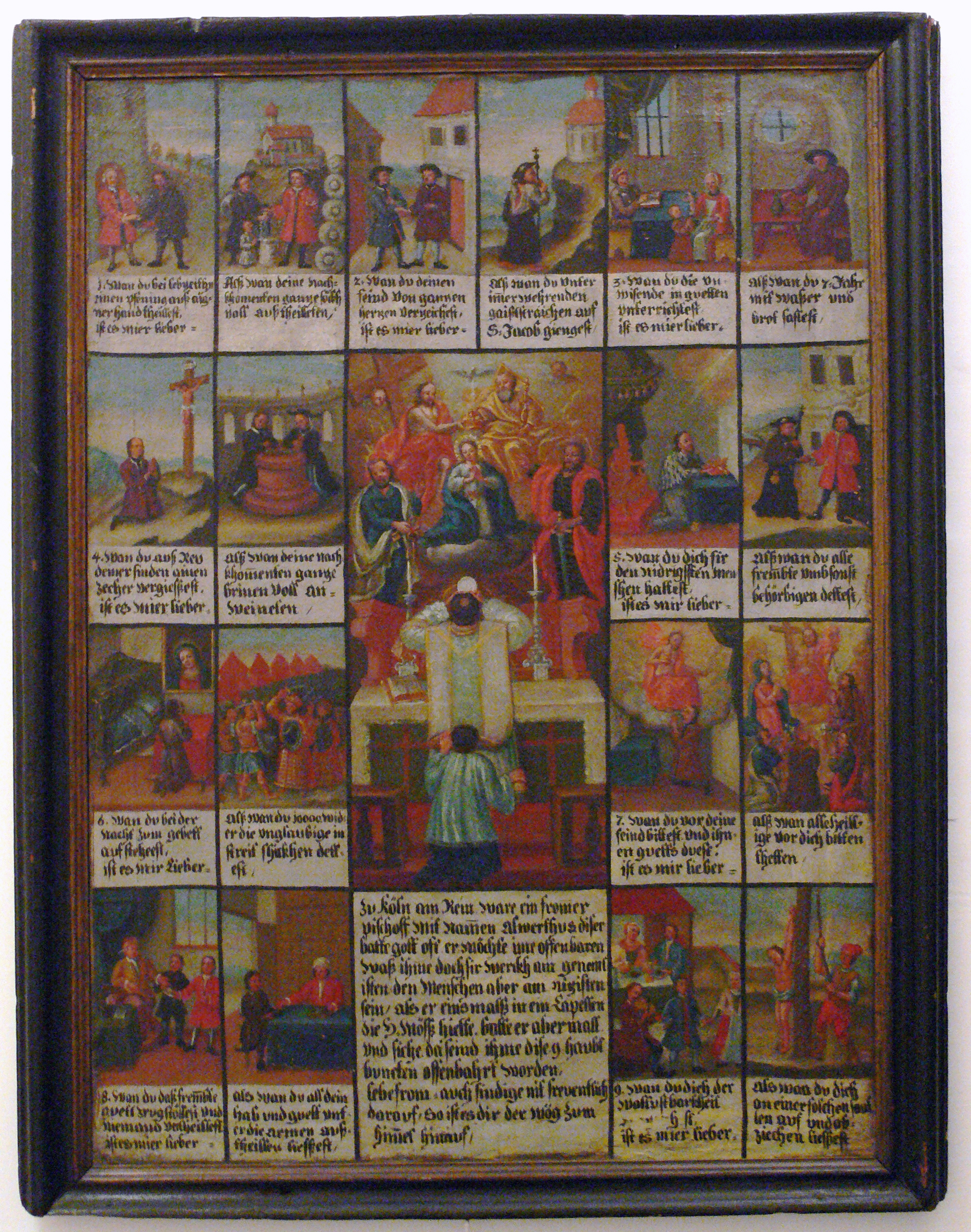
Die „Albertitafel“, Tirol um 1750, stellt in volkstümlicher Weise dar, wie sich Albertus die neun Punkte zur Führung eines gottgefälligen Lebens offenbaren.

Nach seinem Tod wurde Albert zu einer Gestalt der Legende. Anknüpfend an seine Gelehrsamkeit und seine Beschäftigung mit Magie und Alchemie wurden allerlei umlaufende Märchen- und Sagenmotive aufgegriffen und mit seiner Vita verbunden, wie etwa in dem Meisterlied Albertus Magnus und die Tochter des Königs von Frankreich aus dem 15. Jahrhundert. Nach einer anderen Legende hatte Albert eine „redende Bildsäule“ geschaffen, die sein Schüler Thomas von Aquin zerstörte. Diese Geschichte ist in dem Sinne sinnbildlich wahr, dass Alberts Denken in der Folgezeit ohne großen Einfluss war und dass stattdessen Thomas von Aquin weite Beachtung fand. Die erste Biografie zu Albertus Magnus verfasste 1486 Petrus de Prussia, der damit der Kanonisierung zuarbeiten wollte. Da Albert 1622 selig- und erst 1931 heiliggesprochen wurde, waren Albertusbilder nicht zu früh von offizieller katholischer Seite auf bestimmte Darstellungstypen festgelegt. Darum konnte sich eine motivische Vielfalt entwickeln, die auch manche Legenden mit einbezog. So findet sich auf einigen unter den sogenannten „Alberti-Tafeln“ (auch Albertibildern), die es vor allem in Süddeutschland gibt, die Darstellung eines legendären Hostienwunders, wonach Albert die heilige Hostie gezwungen habe, ihm Geheimes mitzuteilen. Weil Albert im Unterschied zu anderen Hostienwunder-Legenden dabei Zwang ausübt, erscheint er gewissermaßen in der Rolle eines beschwörenden Magiers.
Da sich der Dominikanerorden seit 1278 zunehmend auf die Lehre des Thomas von Aquin festlegte, hat Alberts Denken meist keinen gleichermaßen bedeutenden direkten Einfluss gehabt. An der alten Kölner Universität gab es im fünfzehnten Jahrhundert eine Albertistenschule, die aber mit der Philosophie Alberts nicht sehr viel zu tun hatte.
Nach einem auf Carl von Prantl (1820–1888) zurückgehenden philosophiehistorischen Topos soll Albert nur ein Polyhistor gewesen sein, der in seinen Werken rohe und unverdaute Materialien zusammenstellte. Wegen der Kanonisierung des Thomas von Aquin wurde das theologische Werk Alberts sehr rasch beiseitegeschoben und stattdessen die naturwissenschaftlichen Interessen Alberts betont. Die Neubewertung seiner philosophischen Stellung geht erst auf die letzten Jahre zurück und ist noch nicht abgeschlossen. Insbesondere die eigentliche philosophisch bedeutsame Fortwirkung Alberts bei den deutschen Dominikanern des 13. und 14. Jahrhunderts wird erst seit einigen Jahrzehnten erkannt (Loris Sturlese, Alain de Libera). An einige neuplatonische, avicennische und zum Teil auch averroistische Motive seines Denkens schlossen sich Dietrich von Freiberg, Berthold von Moosburg, Ulrich von Straßburg und Meister Eckhart an.
1931 wurde das Albertus-Magnus-Institut in Köln gegründet, das 1954 nach Bonn verlegt wurde.

## Pseudo-Albertus
Im Laufe des 14., 15. und 16. Jahrhunderts wurden Albert fälschlicherweise zahlreiche magische, alchemistische und heilkundliche sowie geburtshilfliche Traktate (wie zum Beispiel die im späten 13. Jahrhundert entstandenen Secreta mulierum) zugeschrieben. Auch im 16. und 19. Jahrhundert kursierten diese und derartige pseudo-albertischen Texte.

## Ehrungen

### Albert als Namensgeber
- Alberts Namen tragen Dutzende von Schulen sowie zahlreiche Kirchen und Kapellen. Siehe: Albertus-Magnus-Schule sowie Albertus-Magnus-Kirche.
- Mehrere Studentenverbindungen haben sich nach ihm benannt, etwa die K. St. V. Albertia zu München, die AV Albertus Magnus zu Tübingen, die K. A. FV. Albertia zu Köln und in Österreich die K. Ö. A. V. Albertina Graz.
- Das Theologenkonvikt Collegium Albertinum des Erzbistums Köln in Bonn (1892–2024) war nach Albertus Magnus benannt worden.
- Um 1900 gründeten sich in deutschen Diözesen Albertus-Magnus-Vereine zur Förderung katholischer Studenten.[55]
- Das Albertinum (Gleiwitz) erhielt 1931 den Namen.
- Seit 1985 vergibt die Diözese Augsburg den Albertus-Magnus-Preis; bis 2013 wurden 15 Mitglieder der Katholisch-Theologischen Fakultät der Universität Augsburg damit ausgezeichnet.[56] Nach vierjähriger Pause wurde der Preis 2018 durch Bischof Konrad Zdarsa an Pfarrer Andreas Jall und die Theologin Carolin Neuber für herausragende Dissertationen verliehen.[57]
- 2001 wurde der Asteroid (20006) Albertus Magnus nach Albertus Magnus benannt.
- 2004 richtete die Universität zu Köln in Zusammenarbeit mit dem Thomas-Institut die Albertus-Magnus-Professur ein, auf die renommierte ausländische Wissenschaftler berufen werden.
- 2014 gründete Bischof Rudolf Voderholzer im Bistum Regensburg das Akademische Forum Albertus Magnus, das den Dialog zwischen Wissenschaft und Theologie und zwischen Gesellschaft und Kirche nach dem Vorbild des hl. Albert fördern soll.[58]
- Der Botaniker und Historiker Ernst Meyer benannte 1838 eine Pflanze nach ihm, Alberta magna E. Mey.; sie gehört zu den Rötegewächsen und gedeiht nur im südöstlichen Afrika.

### Weitere Ehrungen

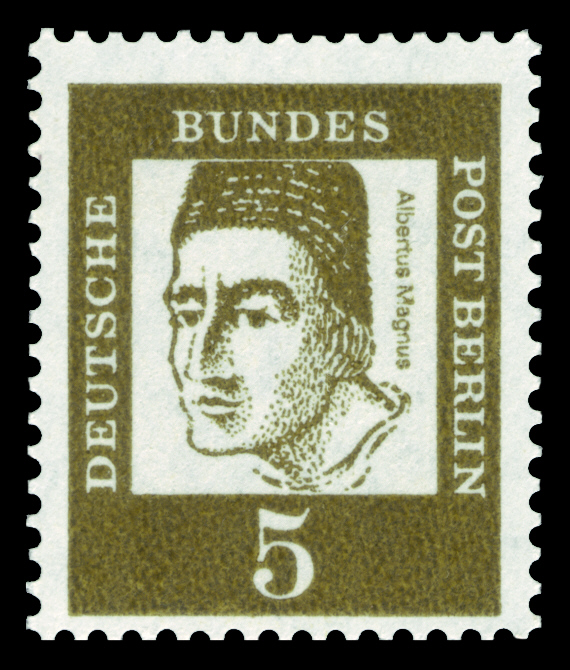

- Eine Gedenktafel an Albertus Magnus fand Aufnahme in die Walhalla bei Regensburg.
- Im Rahmen der Neukonzeption des Skulpturenprogramms des Kölner Rathausturms in den 1980er Jahren wurde Albertus Magnus durch eine Figur von Titus Reinarz im vierten Obergeschoss auf der Westseite des Turmes geehrt.[59]
- Magnus wurde auf einer am 8. Mai 1980 erschienenen Europamarke in der Reihe Bedeutende Persönlichkeiten abgebildet.

Gleiches war bereits auf einer Marke aus der Serie Bedeutende Deutsche vom 18. September 1961 der Fall.

## Gedenktag
15. November
- römisch-katholisch:

im Regionalkalender für das deutsche Sprachgebiet
- evangelisch:

im Evangelischen Namenkalender

## Werkausgaben

### Lyoner Gesamtausgabe von 1651
Es handelt sich dabei um die vom Dominikanerorden selbst herausgegebene erste Gesamtausgabe der Werke von Albert, welche auf dem Generalkapitel 1644 beschlossen wurde. Der Theologieprofessor und Dominikaner Pierre Jammy (aus dem Languedoc, gest. 1665 in Grenoble) und die anderen Editoren der Ausgabe hatten weniger Handschriften zur Verfügung als man heute kennt und haben ihre Rekonstruktion des Textes subjektiv vorgenommen. Die Ausgabe enthält auch Texte, die fälschlicherweise Albert zugeschrieben werden. Die Ausgabe bestand aus 21 Folio-Bänden und erschien in Lyon.

### Weitere Ausgaben
- Vollständige Edition (Alberti Magni Opera omnia). 38 Bände. Hrsg. von August(us) Borgnet. Paris 1890–1899. (Online) (= Ausgabe Borgnet)
- Hermann Stadler (Hrsg.): Albertus Magnus, De animalibus libri XXVI. Nach der Cölner Urschrift herausgegeben. 2 Bände. Münster in Westfalen 1916–1920 (= Beiträge zur Geschichte der Philosophie des Mittelalters. Band 15–16). – Digitalisat.
- Derzeit erscheinende kritische Ausgabe des Albertus Magnus Instituts (= editio Colonensis): Alberti Magni Opera Omnia. Aschendorff, Münster S. 1951 ff. (seit Herbst 2011 auch als digitale Edition zur Subskription)
- für ein vollständiges Werkverzeichnis vgl.
  - Winfried Fauser: Die Werke des Albertus Magnus in ihrer handschriftlichen Überlieferung. Aschendorff, Monasterii Westfalorum 1982, ISBN 3-402-03990-7.
  - sowie R. Schönberger, B. Kible: Repertorium edierter Texte des Mittelalters, aus dem Bereich der Philosophie und angrenzender Gebiete. Berlin 1994, 10501-10639.
  - den Eintrag bei Alcuin; für überlieferte Handschriften vgl. die Einträge in Manuscripta Mediaevalia

### Digitalisate
- Alberti Magni E-Corpus (Ausgabe Borgnet, fast vollständig als Faksimiles und teils auch direkt lesbar, nebst Suchfunktion)
- Alberti Magni libri V mineralium – BSB Clm 540 a. Hochauflösendes Digitalisat im Kulturportal bavarikon
- Digitalisate der Ausgabe Borgnet  bei archive.org
- Digitalisate der Ausgabe Jammy (BSB)
- Albertus Magnus: Compendium theologicae veritatis. Digitalisat, Universitätsbibliothek Bielefeld
- Werke (Faksimiles) bei der Biblioteca de la Universidad de Sevilla
- Die Seite des Albertus-Magnus-Instituts stellt Digitalisate der bereits gedruckten Bände der editio Colonensis und teilweise digitale Vorabpublikationen der noch in Arbeit befindlichen Bände zum Download zur Verfügung.

Pseudo-Albertina
- Albertus Magnus: Virtue of Herbs, Stones (Edelsteine) and Certain Beasts.
- Albertus Magnus: Alchimia. Handschrift Heidelberg, UB, Cod. Pal. germ. 467
- Albertus Magnus: von Weibern und Geburthen der Kinder. 1678. Digitale Ausgabe der Universitäts- und Landesbibliothek Düsseldorf

## Übersetzungen
- Über die Prinzipien der fortschreitenden Bewegung / Liber de principiis motus processivi. Lateinisch-Deutsch. Übersetzt von Jürgen Wetzelsberger. Eingeleitet und kommentiert von Henryk Anzulewicz und Jürgen Wetzelsberger. Herder, Freiburg i. Br./Basel/Wien 2014, ISBN 978-3-451-34187-8.
- Über Logik und Universalienlehre. Auf der Grundlage der Editio Coloniensis übersetzt und neu hrsg. von Uwe Petersen und Manuel Santos Noya. Meiner, Hamburg 2012, ISBN 978-3-7873-2221-3.
- Albertus Magnus und sein System der Wissenschaften. Schlüsseltexte in Übersetzung. Lateinisch-Deutsch. Hrsg. vom Albertus-Magnus-Institut. Aschendorff, Münster 2011, ISBN 978-3-402-12930-2. Auszug (Zeittafel) als Digitalisat
- Über die fünfzehn Streitfragen / De quindecim problematibus. Lateinisch-Deutsch. Nach dem Text der Editio Coloniensis hrsg. von Henryk Anzulewicz und Norbert Winkler, übersetzt von Henryk Anzulewicz, eingeleitet und kommentiert von Norbert Winkler. Herder, Freiburg im Breisgau/Basel/Wien 2010, ISBN 978-3-451-31069-0.
- Buch über die Ursachen und den Hervorgang von allem aus der ersten Ursache. Liber de causis et processu universitatis a prima causa. Nach dem Text der Editio Coloniensis übersetzt und hrsg. von Henryk Anzulewicz u. a. Meiner, Hamburg 2006, ISBN 978-3-7873-1784-4.
- Über die Natur und den Ursprung der Seele. Liber de natura et origine animae. Übersetzt und eingeleitet von Henryk Anzulewicz. Herder, Freiburg im Breisgau/Basel/Wien 2006, ISBN 3-451-28698-X.
- Über den Menschen. De homine. Nach dem kritisch erstellten Text übersetzt und hrsg. von Henryk Anzulewicz. Meiner, Hamburg 2004, ISBN 3-7873-1547-0.
- Von Falken, Hunden und Pferden. Deutsche Albertus-Magnus-Übersetzung aus der 1. Hälfte des 15. Jahrhunderts. Eingeleitet und hrsg. von Kurt Lindner. (Originaltitel: Liber de animalibus). De Gruyter, Berlin 1962 (= Quellen und Studien zur Geschichte der Jagd. Band 7–8).
- Commentaire de la „Théologie mystique“ de Denys le Pseudo-Aréopagite suivi de celui des Epîtres I–V. Super Dionysii Mysticam theologiam et Epistulas. Einleitung, Übersetzung, Bemerkungen und Index von Édouard-Henri Wéber. Ed. du Cerf, Paris 1993, ISBN 2-204-04712-0.
- Albert Fries (Hrsg.): Eine Quaestio des Albertus Magnus „De quiditate et esse“. Schöningh, Paderborn 1983, ISBN 3-506-79431-0.
- Albert Fries (Hrsg.): Ausgewählte Texte. Lateinisch-deutsch. Mit einer Kurzbiographie. 2. Auflage. Wissenschaftliche Buchgesellschaft, Darmstadt 1987, ISBN 3-534-07955-8.
- Selected Writings of Albert & Thomas. Übersetzung, Einleitung und Herausgabe von Simon Tugwell. Paulist Press, New York u. a. 1988, ISBN 0-8091-3022-X.
- Über die mystische Theologie des Dionysius. Lateinisch-deutsch. Eingeleitet und übersetzt von Maria Burger. Herder, Freiburg im Breisgau 2014 (= Fontes Christiani. Band 59), ISBN 978-3-451-30971-7.

### Übersichtswerke
- Henryk Anzulewicz: Neuere Forschung zu Albertus Magnus. Bestandsaufnahme und Problemstellungen. In: Recherches de Théologie et Philosophie médiévales. Band 66, 1999, S. 163–206.
- Henryk Anzulewicz: Albertus Magnus (1200–1280). In: Sebastian Cüppers (Hrsg.): Kölner Theologen. Von Rupert von Deutz bis Wilhelm Nyssen. Marzellen Verlag, Köln 2004, ISBN 3-937795-02-2, S. 32–67.
- Marc-Aeilko Aris: Albertus Magnus. In: Wolfram Ax (Hrsg.): Lateinische Lehrer Europas. Fünfzehn Portraits von Varro bis Erasmus von Rotterdam. Böhlau, Köln 2005, ISBN 3-412-14505-X, S. 313–330
- Ingrid Craemer-Ruegenberg: Albertus Magnus. Beck, München 1980 (= Beck’sche Schwarze Reihe. Band 501), ISBN 3-406-08501-6. Überarbeitete und aktualisierte Neuauflage: dieselbe: Albertus Magnus. Hrsg. von Henryk Anzulewicz. Benno, Leipzig 2005, ISBN 3-7462-1827-6.
- Kenneth F. Kitchell Jr., Irven Michael Resnick: Albert the Great. A Selectively Annotated Bibliography (1900–2000). Tempe, Arizona 2004.
- Alain de Libera: Albert le Grand et la Philosophie. Vrin, Paris 1990.
- Alain de Libera: La Mystique rhénane. D’ Albert le Grand à Maître Eckhart. Vrin, Paris 1994.
- Walter Senner u. a. (Hrsg.): Albertus Magnus. Zum Gedenken nach 800 Jahren: Neue Zugänge, Aspekte und Perspektiven. Akademie, Berlin 2001.
- Ludger Honnefelder: Albertus Magnus und die kulturelle Wende im 13. Jahrhundert. Perspektiven auf die epochale Bedeutung des großen Philosophen und Theologen. Aschendorff, Münster 2012, ISBN 978-3-402-11194-9.
- Albertus Magnus. In: Hohenheimer Lexikon der Agrarbiografien. Hohenheim, 2025. S. 26 (Digitalisat).

### Einzelthemen
- Henryk Anzulewicz: Das Testament des Albertus Magnus nach einer Abschrift des Narcissus Pfister (Clm 4384), In: Siegfried Schmidt u. a. (Hrsg.): Rheinisch – Kölnisch – Katholisch. Beiträge zur Kirchen- und Landesgeschichte sowie zur Geschichte des Buch- und Bibliothekswesens der Rheinlande. Festschrift für Heinz Finger zum 60. Geburtstag. Erzbischöfliche Diözesan- und Dombibliothek, Köln 2008, ISBN 978-3-939160-13-7, S. 163–180.
- Elias H. Füllenbach: Albertus Magnus als Bischof von Regensburg. In: Analecta Coloniensia. Band 10/11, 2012, S. 131–150.
- Elias H. Füllenbach: The Canonization of Albert the Great in 1931. In: Fra trionfi e sconfitte. „Politica della santità“ dell’Ordine dei predicatori. Hrsg. von Viliam S. Doci OP und Gianni Festa OP, Rom 2021 (= Dissertationes Historicae, Bd. 39), S. 131–147. (Digitalisat)
- Maarten J. F. M. Hoenen, Alain de Libera: Albertus Magnus und der Albertismus (= Studien und Texte zur Geistesgeschichte des Mittelalters. Band 48). Brill, Leiden 1995.
- Ludger Honnefelder (Hrsg.): Albertus Magnus und der Ursprung der Universitätsidee. Die Begegnung der Wissenschaftskulturen im 13. Jahrhundert und die Entdeckung  des Konzepts der Bildung durch Wissenschaft. Berlin University Press, Berlin 2011, ISBN 978-3-86280-007-0.
- Albert Lehner: Albertus Magnus. Frommer Handel mit dem Regensburger Bischof. Eine Streitschrift. edition buntehunde, Regensburg 2005, ISBN 978-3-934941-17-5
- Irven M. Resnick: A Companion to Albert the Great. Theology, Philosophy, and the Sciences. Brill, Leiden/Boston 2013, ISBN 978-90-04-23407-9.
- An Smets: Le réception en langue vulgaire du "De falconibus" d’Albert le Grand. In: Georgiana Donavin, Carol Poster, Richard Utz (Hrsg.): Medieval Forms of Argument: Disputation and Debate (= Disputatio. An international transdisciplinary journal of the Late Middle Ages. Band 5). Wipf & Stock, Eugene [OR] 2002, S. 189–99.
- Bruno Tremblay: Modern Scholarship (1900–2000) on Albertus Magnus. In: Bochumer Philosophisches Jahrbuch für Antike und Mittelalter 11 (2006), S. 159–194.
- Georg Wieland: Untersuchungen zum Seinsbegriff im Metaphysikkommentar Alberts des Großen. Aschendorff, Münster 1972.
- James Athanasius Weisheipl (Hrsg.): Albertus Magnus and the Sciences. Commemorative Essays 1980 (= Studies and Texts. Band 49). Pontifical Institute of Mediaeval Studies, Toronto 1980.

### Lexikonartikel
- Friedrich Wilhelm Bautz: Albertus Magnus. In: Biographisch-Bibliographisches Kirchenlexikon (BBKL). Band 1, Bautz, Hamm 1975. 2., unveränderte Auflage. Hamm 1990, ISBN 3-88309-013-1, Sp. 86–88 (Artikel/Artikelanfang im Internet-Archive).
- Horst Gericke: Albertus Magnus. In: Biographisches Lexikon zur deutschen Geschichte. Von den Anfängen bis 1945. Deutscher Verlag der Wissenschaften, Berlin 1970, S. 116.
- Albert Fries, Kurt Illing: Albertus Magnus (deLauging, Theutonicus, de Colonia). In: Verfasserlexikon. 2. Auflage. Band 1, Sp. 124–139.
- Martin Grabmann: Albertus Magnus. In: Neue Deutsche Biographie (NDB). Band 1, Duncker & Humblot, Berlin 1953, ISBN 3-428-00182-6, S. 144–148 (Digitalisat).